# Jerome Apt
Jerome Apt (ur. 28 kwietnia 1949 w Springfield w stanie Massachusetts) – amerykański astronauta i profesor Carnegie Mellon University, naukowiec.

## Życiorys
W 1976 uzyskał dyplom z fizyki w Massachusetts Institute of Technology, później był pracownikiem naukowym Uniwersytetu Harvarda, od 1980 pracował w Dziale Ziemi i Nauk Kosmicznych Jet Propulsion Laboratory NASA, prowadząc badania planetarne i studiująca Marsa i Wenus. W 1981 został dyrektorem Table Mountain Observatory w Jet Propulsion Laboratory, w latach 1982–1985 był kontrolerem lotów odpowiedzialnym za operacje ładunkowe wahadłowców w Centrum Lotów Kosmicznych imienia Lyndona B. Johnsona. Był również pilotem komercyjnym, ma wylatane ponad 4000 godzin.

## Kariera astronauty
4 czerwca 1985 został wybrany przez NASA do odbycia lotu kosmicznego. W lipcu 1986 został zakwalifikowany jako astronauta, przeszedł szkolenie jako specjalista misji. Od 5 do 11 kwietnia 1991 uczestniczył w misji STS-37, na pokładzie promu kosmicznego Atlantis, trwającej 5 dni, 23 godziny i 32 minuty; załoga umieściła wówczas na orbicie teleskop kosmiczny Comptona. Od 12 do 20 września 1992 brał udział w misji badawczej STS-47, na pokładzie wahadłowca Endeavour, trwającej 7 dni, 22 godziny i 30 minut. Od 9 do 20 kwietnia 1994 uczestniczył w misji STS-59 (prom Endeavoue) trwającej 11 dni, 5 godzin i 49 minut; obserwowano wówczas Ziemię z kosmosu i wykonano mapy dziesiątek milionów kilometrów kwadratowych powierzchni Ziemi. Ostatnią jego misją była STS-79, wahadłowiec Atlantis, od 16 do 26 września 1996 na stację kosmiczną Mir trwająca 10 dni, 3 godziny i 18 minut.
Łącznie spędził w kosmosie 35 dni, 7 godzin i 9 minut. Opuścił NASA 31 maja 1997.
Stowarzyszenie Uczestników Lotów Kosmicznych (Association of Space Explorers) przyznało mu Universal Astronaut Insignia za lot orbitalny (nr 241).